# Wojny magazynowe
Wojny magazynowe (ang. Storage Wars) – amerykański program typu reality show przedstawiający zmagania osób licytujących na aukcjach garażowe schowki.
W Kalifornii, gdzie rozgrywa się program, nieopłacane przez trzy miesiące magazyny mogą być wystawione na sprzedaż. Po otwarciu kupujący mają pięć minut na obejrzenie ich zawartości, ale nie mogą wchodzić do środka ani niczego dotykać. Następnie odbywa się licytacja magazynu, w którym mogą znajdować się wartościowe przedmioty.

## Historia
Pierwsza seria liczyła dziewiętnaście odcinków nagranych w różnych miejscach w Południowej Kalifornii, z czego dwa to odcinki specjalne nakręcone w Las Vegas w Nevadzie. Program spodobał się widzom, co przełożyło się na wysokie wyniki oglądalności (drugą serię oglądało ponad pięć milionów widzów, co było najlepszym wynikiem stacji A&E w jej historii).
6 grudnia 2011 r. na antenie A&E pojawił się spin-off programu zatytułowany Wojny magazynowe: Teksas, z nowym licytatorem i kupującymi. Z kolei 11 grudnia 2012 r. ukazały się Wojny magazynowe: Nowy Jork. 13 kwietnia 2013 r. ogłoszono, że w maju rozpoczną się zdjęcia do kolejnego spin-offu zatytułowanego Wojny magazynowe: Kanada. Seria ta będzie emitowana przez stację OLN.
Sukces programu sprawił, że został on sprzedany także do innych krajów, m.in. Kanady, Australii, Wielkiej Brytanii, Polski, Holandii, Szwecji, Finlandii, Norwegii, Włoch, Niemiec i Danii.

## Uczestnicy

### Główni kupujący

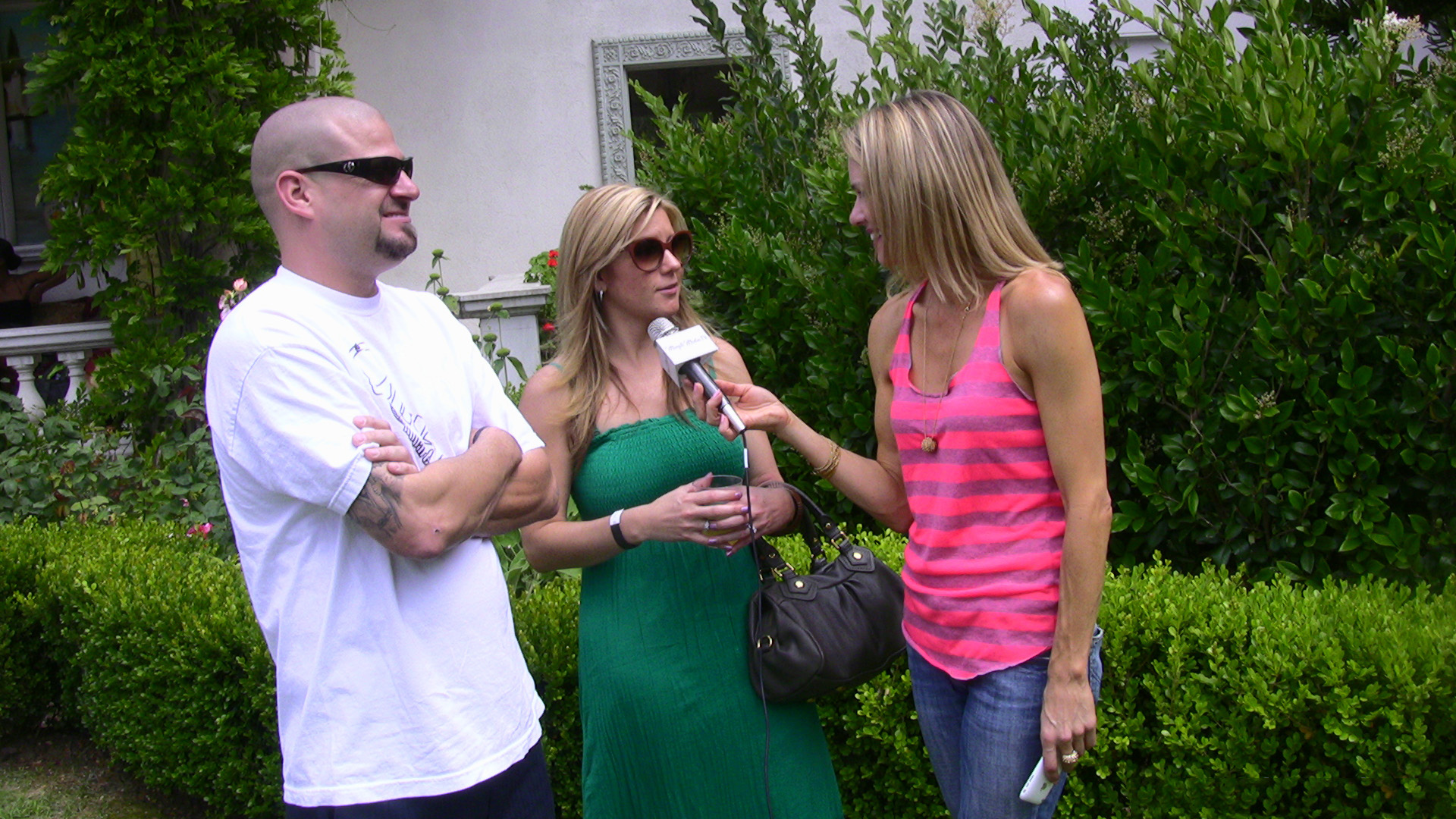
Jarrod Schulz i Brandi Passante (w środku) podczas wywiadu

- Darrell Sheets (Sezon 1–nadal) – weteran garażowych aukcji z San Diego, na których pojawia się czasem ze swoim synem Brandonem. Prowadzi sklep, w którym sprzedaje rzeczy zakupione na aukcjach. W pierwszych seriach programu mieszkał z żoną, synem i wnuczką, Zoe, ale po rozwodzie przeniósł się z Brandonem do Północnego Hollywood. W jednym z wywiadów ujawnił, że wśród najcenniejszych rzeczy jakie zdobył podczas aukcji były: cztery rysunki Pabla Picassa, pokaźny zbiór komiksów, list Abrahama Lincolna, który sprzedał za 15 000 dolarów[4] oraz oryginalne ilustracje Franka Guttiereza, wycenione na 300 000 dolarów[5].

- Jarrod Schulz i Brandi Passante (Sezon 1–nadal) – para z Orange w Kalifornii. Wspólnie prowadzą sklep z używanymi rzeczami, w którym sprzedają przedmioty wylicytowane na aukcjach. Na początku 2013 roku otworzyli drugi większy sklep w Long Beach. Jarrod jest także współwłaścicielem linii ubrań, które promuje, nosząc je na sobie w programie. Początkowo jako nowicjusze kupowali schowki za niewielką cenę i przy ograniczonym budżecie, ale wraz z kolejnymi seriami programu stali się wprawnymi kupującymi.

- Dave Hester (Sezony 1-3, oraz 6-nadal) – na początku serii był właścicielem galerii Newport Consignment Gallery w Costa Mesa i sklepu z używanymi rzeczami, który zamknął w czerwcu 2011 roku. Obecnie prowadzi własny dom aukcyjny. W programie często ściera się z innymi kupującymi, głównie z Darrelem i Brandonem Sheets, oraz specjalnie podbija ceny schowków. Jego znakiem rozpoznawczym jest wypowiadanie głośnego „YUUUP!” podczas licytacji. Słowo to znajduje się także na jego ciężarówkach, koszulkach oraz czapkach. W grudniu 2012 r. został wyrzucony z programu, gdy złożył do sądu pozew przeciwko producentom za podrabiane zawartości magazynów. W marcu część zarzutów została oddalona, a Dave Hester został przywrócony do programu.

- Barry Weiss (Sezony 1-4) – wieloletni kolekcjoner antyków i najzamożniejszy z grupy kupujących. Jako jedyny szuka na aukcjach tylko wyjątkowych rzeczy, pozbywając się pozostałych przedmiotów, co wielu uważa za marnotrawstwo. Słynie z poczucia humoru i nietypowych taktyk kupowania, takich jak: stosowanie psychologii w celu zobrazowania sobie zawartości, przebierania się w dziwne stroje, częstowania kupujących kanapkami, by odwrócić ich uwagę od schowków, wykorzystania pomocy wróżek czy fałszywych niemieckich adwokatów dla rozproszenia uwagi innych kupujących. 25 czerwca 2013 r. ogłoszono, że Weiss nie pojawi się w piątej serii programu.

### Pozostali
- Bill Archer (Sezon 1) – żeby zająć się licytacjami, porzucił swoją poprzednią pracę. Pojawił się tylko w jednym odcinku w pierwszym sezonie. W innych odcinkach widać go w tle.

- Mark Balelo (Sezony 2-4) – był właścicielem hurtowni, przedsiębiorstwa dystrybucyjnego, domu aukcyjnego oraz sklepu z grami komputerowymi. Słynął z tego, że przynosił na aukcje duże ilości pieniędzy i zawyżał ceny magazynów. Z powodu swoich wymyślnych ubrań zyskał przezwisko „Słodki Rico”. Pojawił się trzy razy w drugim sezonie, pięć razy w trzecim i trzy razy w czwartym. Był to jego ostatni występ przed śmiercią. Prawdopodobnie popełnił samobójstwo[6].

- Nabila Haniss (Sezon 2–nadal) – zasłynęła z tego, że zwraca szczególną uwagę na schowki, które zawierają przedmioty powiązane z Paris Hilton. Pojawiła się pięć razy w drugim sezonie, raz w trzecim i raz w czwartym.

- Jeff Jarred (Sezony 3-4) – właściciel sklepów z antykami i używanymi rzeczami, które prowadzi ze swoją córką w Burbank w Kalifornii. W przeszłości często ścierał się z prowadzącym licytacje Danem Dotsonem, oskarżając go o nieuczciwe praktyki, które miały pomóc wygrać aukcje innym oferentom. Ostatecznie pogodził się z nim w trzeciej serii programu.

- Mark Compers (Sezon 3) – kolekcjoner i handlarz antykami. Pojawił się w jednym odcinku trzeciego sezonu.

- Herb Brown i Mike Karlinger (Sezon 3–4) – pierwszy raz pojawili się w trzeciej serii, kiedy to żartowali sobie z Dave’a Hestera. Łącznie wystąpili w trzech odcinkach w trzecim i w czwartym sezonie.

- Ivy Calvin (Sezon 3–nadal) – Afroamerykanin z Missisipi. Właściciel dużego sklepu z używanymi rzeczami w Palmdale w Kalifornii. Choć na aukcjach pojawiał się już wcześniej, to jako nowy uczestnik do programu został wprowadzony w finale trzeciej serii.

- Bracia Mark i Matt Harris (Sezon 3–nadal) – bliźniacy, którzy pierwszy raz pojawili się jako rzeczoznawcy Barry’go Weissa. Później sami przyłączyli się do aukcji. Wspólnie prowadzą firmę WOW! Creations. Dotychczas wystąpili w jednym odcinku trzeciego sezonu oraz pięciu odcinkach czwartego.

- Rene Nezhoda i Casey Lloyd (Sezon 4–nadal) – właściciele wielkiego sklepu Bargain Hunters w San Diego. Po raz pierwszy pojawili się w czwartym sezonie, gdzie wystąpili w kilku odcinkach.

### Inne osoby
- Dan i Laura Dotsonowie (Sezon 1–nadal) – małżeństwo licytatorów, które przeprowadza magazynowe aukcje. Dan jest profesjonalnym licytatorem od 1974 roku i to on prowadzi aukcje, choć czasem pozwala też na to swojej żonie.

- Earl i Johan Grahamowie (Sezon 4) – licytatorzy, ojciec i córka, którzy wcześniej zajmowali się głównie aukcjami rolnymi. Pojawili się w sześciu odcinkach czwartej serii.

- Thom Beers – producent wykonawczy i narrator programu. Na początku każdego odcinka objaśnia szybko założenia programu i podsumowuje zyski i straty kupujących.

## Podejrzenia o autentyczność programu
Po emisji programu pojawiły się wątpliwości co do autentycznej zawartości magazynów i podejrzenia, że producenci dokładają do nich rzeczy. Stacja w odpowiedzi na zarzuty stwierdziła, że w programie nie ma żadnej inscenizacji, a przedmioty odkryte w schowkach stanowią ich faktyczną zawartość. Producent wykonawczy Thom Beers dodał, że ogromna większość magazynów nie zawiera niczego interesującego, dlatego nie zostaje pokazana w programie.

### Sprawa sądowa
W grudniu 2012 r. Dave Hester złożył pozew sądowy przeciwko stacji A&E i Original Productions, twierdząc, że producenci ustawiali zawartość magazynów, umieszczając w nich wycenione wcześniej rzeczy, oraz przekazywali pieniądze słabszym zespołom, by mogły je kupić.